# Sathyamangalam
Sathyamangalam (tamil: சத்தியமங்கலம், hindi: सत्यमंगलम) är en ort i Indien.   Den ligger i distriktet Erode och delstaten Tamil Nadu, i den södra delen av landet, 1 900 km söder om huvudstaden New Delhi. Sathyamangalam ligger 239 meter över havet och antalet invånare är 34 011.
Terrängen runt Sathyamangalam är varierad, och sluttar söderut. Runt Sathyamangalam är det ganska tätbefolkat, med 185 invånare per kvadratkilometer. Sathyamangalam är det största samhället i trakten. Trakten runt Sathyamangalam består till största delen av jordbruksmark.